# The Battle for Wesnoth
The Battle for Wesnoth (engl. für „Der Kampf um Wesnoth“) ist ein freies rundenbasiertes Computer-Strategiespiel, das unter der GNU General Public License veröffentlicht worden ist.
Dem Spieler erscheint eine isometrische Landschaft mit Sechseckraster, die von Bäumen, Dörfern, Wiesen bis hin zu Höhlen und Wüstenlandschaften geprägt ist, auf der sich die Krieger und Kriegerinnen als handgezeichnete Pixelanimationen bewegen. Die Szenerie und Rahmenhandlung orientiert sich an einer Fantasywelt, die sich mit den Grundvölkern (Elfen, Orks etc.) in etwa an Der Herr der Ringe und Das Schwarze Auge orientiert.
Das Spiel enthält mehrere ausgearbeitete Kampagnen mit epischen Erzählungen, die das Spiel begleiten. Neben den Hauptkampagnen lässt sich eine Vielzahl weiterer Kampagnen über einen aus dem Spiel erreichbaren Update-Server erreichen.
Das Spiel ist zwar auf den Einzelspielermodus ausgelegt, besitzt aber auch die Möglichkeit für Mehrspielerspiele über LAN, Hot-Seat-Modus oder Internet. Battle for Wesnoth ist in vielen Sprachen verfügbar. Für die Version stable liegt eine komplette deutsche Übersetzung vor.
Battle for Wesnoth gilt als eines der Flaggschiffe der Open-Source-Spiele mit einer großen Community weltweit und herausragender Feature-Vollständigkeit.

## Spiel
Im Wesentlichen geht es um das Bekämpfen eines oder mehrerer Gegner und das Besetzen von Dörfern, welche die einzige Ressource des Spiels, Gold, einbringen. Das Gold wird verwendet, um den Unterhalt für bestehende Einheiten zu zahlen, um neue Einheiten zu rekrutieren und Einheiten aus vergangenen Missionen wieder einzuberufen, wobei letzteres nur während des Spielens einer Kampagne möglich ist. Siegreich ist man, wenn die angegebene Spielmission erfüllt ist, in der etwa der Gegner besiegt werden muss, oder das individuelle Kampagnen- oder Rundenziel erreicht ist (Beispielsweise das Überleben der Protagonisten oder das Dezimieren einer bestimmten Anzahl feindlicher Einheiten).

### Kampf

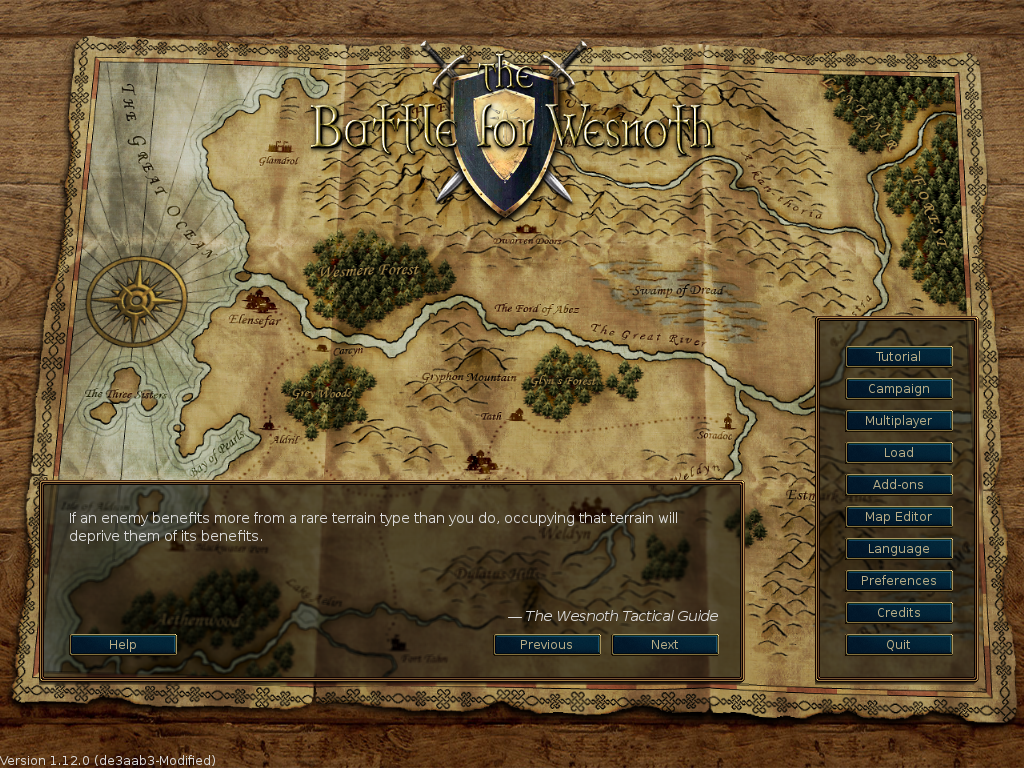
Hauptmenü der Version 1.12

Beim Kampf ist es wichtig, die Vor- und Nachteile der eigenen Einheiten in Bezug auf die gegnerischen Einheiten, das Terrain, sowie die Tageszeit zu kennen und sie entsprechend einzusetzen.
Einheiten gewinnen im Kampf Erfahrung und steigen so in einem Levelsystem auf und erhalten bessere Eigenschaften. Sie besitzen Lebenspunkte, die offen angezeigt werden, sowie genau bestimmte Angriffs- und Trefferwahrscheinlichkeiten, sodass eine genaue Kalkulation der Wahrscheinlichkeit des Ausgangs der Kämpfe möglich ist, die für den Spieler berechnet und angezeigt wird.
Die Bewegungspunkte (in der Einheitenbeschreibung abgekürzt „BP“ genannt) geben an, um wie viele Felder sich eine Einheit in einer Runde bewegen kann. Sämtliche Werte werden in einer konkreten Spielsituation durch Faktoren wie Terrain, Resistenzen und benachbarte Einheiten beeinflusst. Ein Tutorial sowie ein Hilfesystem unterstützen Anfänger beim Erlernen des Spiels.

### Parteien
Battle for Wesnoth unterscheidet momentan im Mehr-Spieler-Modus standardmäßig sechs Parteien, die wahlweise Feind, Freund oder man selbst ist. Kampagnen können prinzipiell Einheiten beliebiger Teile oder Kombinationen dieser Parteien für den Spieler und die Gegner erlauben, einige Einheitentypen sind auch nur in Kampagnen verfügbar oder werden dort von den Gegnern genutzt. (In der Ursprungs-Kampagne, „Der Thronerbe“ etwa spielt man anfänglich mit Elfen, später auch mit verschiedenen menschlichen und zwergischen Einheiten gegen je nach Szenario verschiedene Gegner, hauptsächlich Loyalisten, Orks und Untote.)

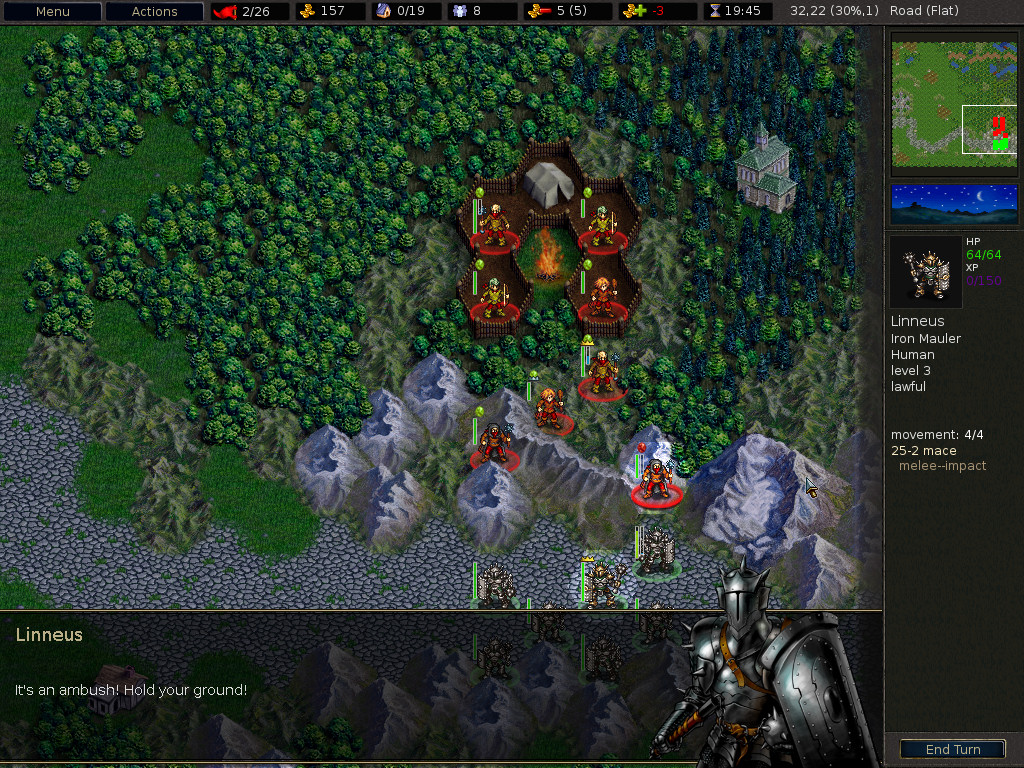
Szene aus einer Kampagne: Geächtete im Kampf mit schwerer Infanterie (Loyalisten) (Version 1.6.5)

- Die Rebellen bestehen hauptsächlich aus elfischen Einheiten, mit Ent-ähnlichen Bäumen, Wassermännern und menschlichen Magiern. Sehr viele ihrer Anfangseinheiten besitzen Nah- und Fernkampfwaffen, wodurch sie vielseitig einsetzbar sind. Elfen sind gegenüber Tages- und Nachtzeit neutral und haben in Wäldern eine hohe Verteidigungskraft. Auf anderem Terrain sind sie meistens schneller, dafür aber schwächer als andere Einheiten.
- Die Knalgan-Allianz besteht aus langsamen, aber widerstandsfähigen Zwergen mit starkem Nahkampfangriff, verbündet mit menschlichen Geächteten, die unter dem Deckmantel der Nacht besser kämpfen können. Im Allgemeinen erhalten Zwerge eine hohe Verteidigungskraft, wenn sie Hügel oder Berge besetzen. Zwerge können sich auch besser als jede andere Einheit in Höhlen bewegen und sind tag- und nachtneutral. Auf offenem Terrain sind sie gegenüber Angriffen leicht verwundbar, während ihre menschlichen Verbündeten auf demselben Feld, aber vor allem in Wäldern einen Defensivbonus haben.
- Die Loyalisten: Enthalten sind die menschliche Kavallerie, Magier und Infanterie, die normalerweise am Tag am besten kämpfen. Sie sind die vielfältigste Partei, mit mehr Einheiten als jede andere Partei außer der Knalgan-Allianz.
- Die Nordmannen („Northerner“), eine Partei aus Orks und Kobolden, begleitet von Trollen und Naga-Kriegern. Ihr Fokus liegt auf billiger Rekrutierung, roher Gewalt und Nahkampf, nachts kämpfen sie am besten. Die meisten Einheiten benötigen wenige Erfahrungspunkte, um aufzusteigen, ihre Beweglichkeit ist auf Hügeln am größten.
- Die Untoten (zusammen mit menschlichen Schwarzmagiern und Fledermäusen) sind empfindlich gegenüber Feuer, Stoßwaffen und arkanen Angriffen, haben aber eine hohe Resistenz gegen Schwerter, Stichwaffen und insbesondere Kälte-Angriffe. Sie vertrauen auf den leichten Zugriff auf Magie und Gift-Angriffe. Einige Einheiten besitzen die Fähigkeit, von der Gesundheit ihrer Gegner zu zehren um ihre eigene aufzufüllen und die meisten Einheiten sind immun gegenüber Vergiftung. Im Gegensatz zu den anderen Rassen haben die meisten Untoten keine Charaktermerkmale und keine individuellen Namen.
- Die Draken („Drakes“) sind eine drachenähnliche Rasse, die am Tag besser kämpft. Die meisten können fliegen und spucken Feuer. Deren Verbündete, die Saurianer, sind schnelle Läufer (teilweise schneller als die Draken), bevorzugen die Nacht und verteidigen sich besser im Sumpfland. Gemeinsam haben sie die starke Empfindlichkeit gegen Kälte. Draken sind die manövrierfähigste Partei, doch ihre Größe macht sie anfällig gegenüber Angriffen in jedem Terrain.

## Entwicklungsgeschichte
Nach eigenen Angaben begann David White mit der Entwicklung des Spieles im Jahr 2003 und wurde vor allem durch das 1988 erschienene MSX- und PC-8801-Spiel Master of Monsters inspiriert. Als wesentliche Design-Philosophie verwendete er das KISS-Prinzip.
Später schlossen sich mehr Entwickler dem Projekt an, und im Mai 2007 enthielt die im Spiel angezeigte Liste an Mitwirkenden beinahe 400 Einträge. An der Entwicklung des Spieles beteiligen sich auch relativ bekannte Autoren aus der Open-Source-Szene, so der Mitbegründer der Open Source Initiative Eric S. Raymond oder der Linux-Kernel-Programmierer Rusty Russell. Zeitweise herrschte akuter Entwicklermangel.

## Möglichkeiten der Modifizierung

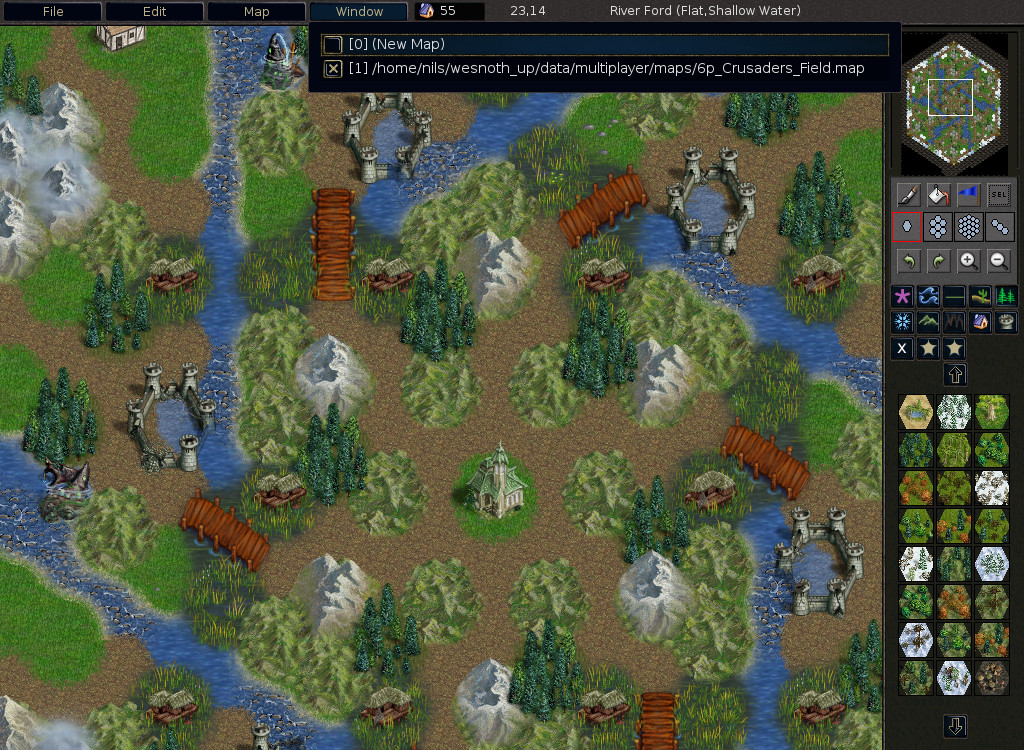
Karteneditor (Version 1.6.2)

Neben der Möglichkeit der Bearbeitung des freien Quellcodes bietet Wesnoth auch Einsteigern umfangreiche Möglichkeiten der Modifizierung: Mit dem Karteneditor lassen sich eigene Schlachtfelder kreieren. Ohne große Programmierkenntnisse lassen sich außerdem in der Wesnoth Markup Language (WML) eigene Einheiten erstellen. Fortgeschrittenen ist es mit dieser Auszeichnungssprache und Lua auch möglich, Szenarien oder Kampagnen zu programmieren und die KI zu modifizieren. Die veröffentlichten Arbeiten vieler Programmierer lassen sich als Add-ons in das Spiel integrieren.
Diese Add-ons sind zu Teilen normale Kampagnen oder Szenarien, bieten jedoch auch teilweise völlig neue Konzepte: Es gibt eine Anzahl verschiedener RPG-Szenarien, die auf Charakteraufwertung weiter eingehen (am verbreitetsten ist wohl Survival-Extreme). Auch werden völlig neue Einheitensysteme geschaffen. Diese Add-ons sind jedoch nur teilweise übersetzt.

## Rezeption
Battle for Wesnoth wurde von den Spielern auf Steam sehr wohlwollend bewertet. Das Spiel sei vergleichbar mit Schach. Ziel sei es, vorauszudenken und den Gegner zu überlisten. Im Gegensatz zum Brettspielklassiker gäbe es jedoch einen Zufallsfaktor, der eine gewisse Unberechenbarkeit ins Spiel bringe und die Spielfiguren kämpften einzigartiger. Das rundenbasierte Spielprinzip sei für Neueinsteiger gut zugänglich, böte aber auch genug Freiheit für erfahrene Strategen. Es gehöre zu den Urgesteinen der Open-Source-Spieleszene und böte ein stabiles Mehrspieler-fähiges Erlebnis mit reizvoller Spielwelt.

## Musik
- Wesnoth Musicⓘ/?